# Христо Мицов
Христо Мицов е български възрожденец и революционер, деец на Вътрешната македоно-одринска революционна организация.

## Биография
Роден е в семейството на Мицо Стоилков в село Кресна, тогава в Османската империя. Учи в родното си село. Участва активно в движението за църковна независимост и в революционните борби на ВМОРО - братята му Андрей Мицов и Прокоп Мицов са начело на кресненския революционен комитетнационална независимост. Предстоятел е на църковното настоятелство на църквата „Свети Архангел Михаил“. Женен е за Мария Ангелова от Гореме, дъщеря на убития войвода Стоян Ангелов (Цоне Даскала).